# U-638
Unterseeboot 638 foi um submarino alemão do Tipo VIIC, pertencente a Kriegsmarine que atuou durante a Segunda Guerra Mundial.

## Comandantes
| Comandante                    | Data                                          |
| ----------------------------- | --------------------------------------------- |
| Oblt. Oskar Staudinger        | 3 de setembro de 1942 - 8 de dezembro de 1942 |
| Kptlt. Hinrich-Oscar Bernbeck | 9 de dezembro de 1942 - 31 de março de 1943   |
| Kptlt. Oskar Staudinger       | 1 de abril de 1943 - 5 de maio de 1943        |

## Subordinação
Durante o seu tempo de serviço, esteve subordinado às seguintes flotilhas:
| Período                                       | Flotilha                                  |
| --------------------------------------------- | ----------------------------------------- |
| 3 de setembro de 1942 - 31 de janeiro de 1943 | 5. Unterseebootsflottille (treinamento)   |
| 1 de fevereiro de 1943 - 5 de maio de 1943    | 9. Unterseebootsflottille (serviço ativo) |

## Operações conjuntas de ataque
O U-638 participou das seguinte operações de ataque combinado durante a sua carreira:
- Rudeltaktik Burggraf (26 de fevereiro de 1943 - 28 de fevereiro de 1943)
- Rudeltaktik Wildfang (28 de fevereiro de 1943 - 5 de março de 1943)
- Rudeltaktik Raubgraf (7 de março de 1943 - 15 de março de 1943)
- Rudeltaktik Amsel 1 (3 de maio de 1943 - 5 de maio de 1943)